# كيم هان-يون
كيم هان-يون (هانغل: 김한윤) هو لاعب كرة قدم كوري جنوبي في مركز الدفاع، ولد في 11 يوليو 1974 في جيونغسان في كوريا الجنوبية. شارك مع منتخب كوريا الجنوبية تحت 23 سنة لكرة القدم ومنتخب كوريا الجنوبية لكرة القدم. أما مع النوادي، فقد لعب مع بوهانغ ستيلرز وجيجو يونايتد ونادي بوسان أي بارك ونادي سول ونادي سونغنام.

## وصلات خارجية
- كيم هان-يون على موقع الاتحاد الدولي (مؤرشف)  (الإنجليزية)
- كيم هان-يون على موقع دوري كوريا الجنوبية (الإنجليزية)
- كيم هان-يون على موقع قاعدة بيانات كرة القدم.إي يو (الإنجليزية)
- كيم هان-يون على موقع ناشيونال فوتبول تيمز (الإنجليزية)
- كيم هان-يون على موقع Soccerway.com (الإنجليزية)